# Nižní Lhoty
Nižní Lhoty település Csehországban, a Frýdek-místeki járásban. Nižní Lhoty Frýdek-Místek, Nošovice, Dobratice, Raškovice és Vyšní Lhoty településekkel határos. Lakosainak száma 294 fő (2024. január 1.).

## Népesség
A település lakosságának változását az alábbi diagram mutatja:
| Lakosok száma | 449  | 413  | 410  | 390  | 269  | 249  | 266  | 281  | 303  | 294  |
|               | 1869 | 1890 | 1921 | 1950 | 1980 | 2001 | 2017 | 2019 | 2022 | 2024 |